# Itaballia
Genre
Itaballia est un genre de lépidoptères (papillons) d e la sous-famille des Pierinae (famille des Pieridae).

## Répartition
Les espèces du genre Itaballia se rencontrent en Amérique centrale et en Amérique du Sud.

## Description
Dans sa publication de 1904, William J. Kaye (d) (1875-1967) donne la description suivante de ce genre : « Aile antérieure très fortement arquée de la base à la costa ; la pointe presque arrondie. Marge extérieure uniformément courbée en tornus qui est émoussé. Marge intérieure légèrement incurvée vers le milieu. Cellule discoïdale à peine plus longue que la moitié de la longueur de l'aile. Aile postérieure avec costa bien courbée, apex assez arrondi ; marge extérieure hardiment courbée. Cellule discoïde ne dépassant pas la moitié de la longueur de l'aile, la discocellulaire très légèrement oblique avec la nervure 4. Tête grande. Palpi très élancé et correct, la deuxième articulation peu recouverte de poils. Pattes très fines. Antennes avec une longue pointe progressivement épaissie ».

## Liste des espèces et sous-espèces
Selon FUNET Tree of Life (30 avril 2024) :
- Itaballia demophile (Linnaeus, 1758)
  - Itaballia demophile demophile - Guyane
  - Itaballia demophile calydonia (Boisduval, 1836) - Colombie
  - Itaballia demophile centralis Joicey & Talbot, 1928 - Guatemala et Honduras
  - Itaballia demophile charopus (Fruhstorfer, 1907) - Brésil
  - Itaballia demophile huebneri Fruhstorfer, 1907
  - Itaballia demophile lucania (Fruhstorfer, 1907) - Équateur, Bolivie et Pérou
  - Itaballia demophile nimietes (Fruhstorfer, 1907) - Brésil
  - Itaballia demophile niphates Fruhstorfer, 1907 - Brésil
  - Itaballia demophile niseias (Fruhstorfer, 1907) -  Paraguay
- Itaballia marana (Doubleday, 1844) - Équateur
- Itaballia pandosia (Hewitson, [1853])
  - Itaballia pandosia kicaha (Reakirt, 1863) - Costa Rica, Guatemala, Honduras et Panama
  - Itaballia pandosia pandosia (Hewitson, [1853]) - Venezuela
  - Itaballia pandosia pisonis (Hewitson, 1861) - Équateur, Brésil et Pérou
  - Itaballia pandosia sabata (Fruhstorfer, 1907) - Colombie

## Classification
Le nom valide complet (avec auteur) de ce taxon est Itaballia Kaye (d), 1904,. Son espèce type est Itaballia pandosia.

### Publication originale
- (en) William James Kaye, « A Catalogue of the Lepidoptera Rhopalocera of Trinidad », Transactions of the Royal Entomological Society of London, Royal Entomological Society, vol. 52, no 2,‎ 1904, p. 159–230 (ISSN 0035-8894 et 2056-5259, OCLC 1125695995, DOI 10.1111/J.1365-2311.1904.TB02744.X, lire en ligne).